# Ieva Lagūna

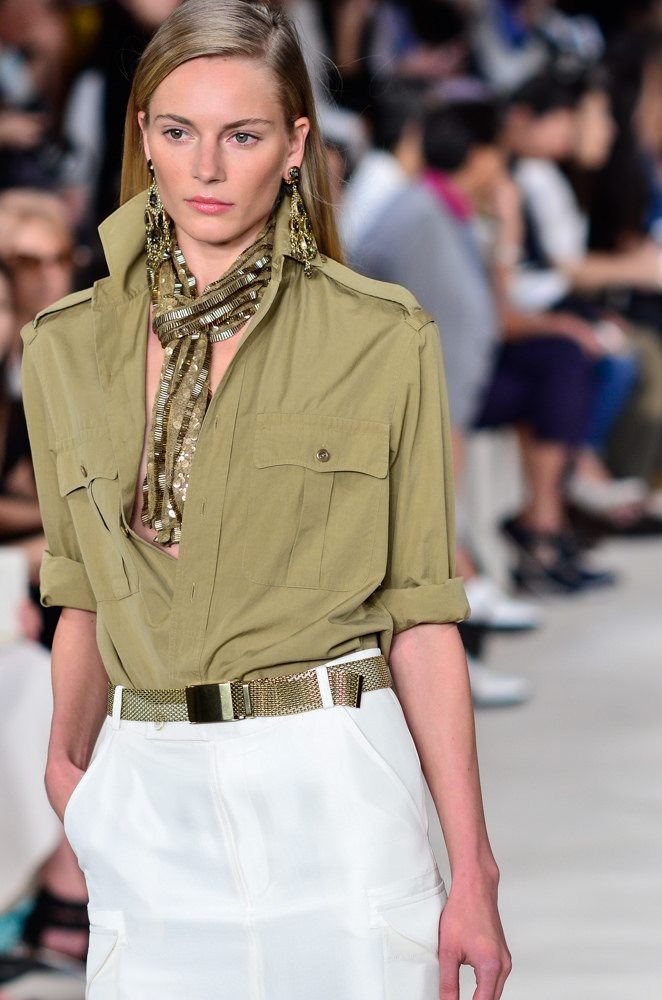
Ieva Lagūna (2014)

Ieva Lagūna (* 6. Juni 1990 in Saldus) ist ein lettisches Model.

## Leben
Im Jahr 2007 wurde Nils Raumanis, der Gründer der Model-Agentur DANDY Model Management, während des MTV/B-day Festivals in Riga auf sie aufmerksam.
Ihr Laufsteg-Debüt war 2008 während der Burberry Anniversary Fashion Show bei der Spring London Fashion Week. Im gleichen Jahr nahmen sie Model Management Milan, Women Management Paris und Supreme Model Management New York unter Vertrag. Seitdem lief sie auf Shows von Shiatzy Chen, Christian Dior, Nina Ricci, Dolce & Gabbana, Victoria’s Secret, Versace, Carolina Herrera und Michael Kors.
Sie war auf dem Cover der deutschen und griechischen Vogue, der Rush wie auch der französischen Elle und der Marie Claire.
Von 2011 bis 2014 wirkte Lagūna an den Victoria’s Secret Fashion Shows mit.